# 4692 SIMBAD
4692 SIMBAD је астероид главног астероидног појаса са средњом удаљеношћу од Сунца која износи 2,255 астрономских јединица (АЈ).
Апсолутна магнитуда астероида је 13,7.